# Theatre District (Nova Iorque)
O Theatre District é uma área de Midtown Manhattan onde a maioria dos teatros da  Broadway se localizam, assim como vários outros teatros, cinemas, restaurantes, hotéis e outros lugares de entretenimento. Estende-se da 40th Street até a 54th Street, e do oeste da Sexta Avenida ao leste da Oitava Avenida, incluindo a Times Square. The Great White Way é o nome dado à seção da Broadway que passa pelo Theatre District.
Theatre Row, uma área na 42nd Street que vai da Ninth Avenue (Nona Avenida) até a Eleventh Avenue (Décima-primeira Avenida) que contém diversas das peças Off-Broadway e Off-off-Broadway, pode ser considerada parte do Theatre District, embora não seja oficialmente parte dele.